# Acacia oleaefolia
Acacia oleaefolia é uma espécie de leguminosa do gênero Acacia, pertencente à família Fabaceae.